# テリア
テリア（Terrier）は犬の種別。国際畜犬連盟の犬種分類では第3グループとされる。

## 概要
主に地中に生息する小動物（地ネズミ等）を狩るために改良された品種である。「テリア」とはフランス語に由来し、語源はラテン語のterra（地）による。体格は平均して小さいが、勇敢で体力もあり、非常に活発な性格である。多くの品種がイギリスで開発され、キツネ、ネズミ、アナグマ、カワウソなどを狩った。しかし、「テリア」の名を持つ犬種には、闘犬のための犬種（ブル・テリア）や愛玩犬（日本テリア等）もいる。そのため、「テリア」という犬の分類そのものが無効とするものもいる。
類似する概念に、地中に生息する小動物を狩る犬をまとめたアース・ドッグ（Earth dog）があり、ここにはダックスフンドや一部のピンシャーも含まれる。デズモンド・モリスによれば、アース・ドッグの作業手法は、狩猟対象の巣穴に入り込んで直接、捕獲・殺害する、対象を巣穴から追い出す（捕獲等は行わない）、追い出された対象を捕獲・殺害するのいずれかに該当する。また、狩猟対象によって、多目的、ネズミ狩り、アナグマ狩り、ウサギ狩り、キツネ狩り、カワウソ狩りの6種に分類できるという。

## テリア一覧

### あ行
- アイリッシュ・ソフトコーテッド・ウィートン・テリア Soft-Coated Wheaten Terrier
- アイリッシュ・テリア Irish Terrier
- アメリカン・スタッフォードシャー・テリア American Staffordshire Terrier
- アメリカン・トイ・テリア American Toy Terrier
- アメリカン・ピット・ブル・テリア American Pit Bull Terrier
- アメリカン・ヘアレス・テリア American Hairless Terrier
- ウエスト・ハイランド・ホワイト・テリア West Highland White Terrier
- ウェルシュ・テリア Welsh Terrier
- エアデール・テリア Airedale Terrier
- オーストラリアン・シルキー・テリア Australian Silky Terrier
- オーストラリアン・テリア Australian Terrier

### か行
- カウレイー・テリア Cowley Terrier
- キャンタブ・テリア Cantab Terrier
- クライズデール・テリア Clydesdale Terrier
- グレン・オブ・イマール・テリア Glen of Imaal Terrier
- ケアーン・テリア（または ケアン・テリア）Cairn Terrier
- ケリー・ブルー・テリア Kerry Blue Terrier

### さ行
- シーリハム・テリア　Sealyham Terrier
- ジャーマン・ハンティング・テリア　German Hunting Terrier
- ジャック・ラッセル・テリア Jack Russell Terrier
- ショートヘアード・テリア　Short-haired Terrier
- スカイ・テリア　Skye Terrier
- スコティッシュ・テリア Scottish Terrier
- スタッフォードシャー・ブル・テリア Staffordshire Bull Terrier
- スムース・フォックス・テリア Fox Terrier (Smooth)
- ソフトコーティッド・ウィートン・テリア　Soft-Coated Wheaten Terrier

### た行
- ダンディ・ディンモント・テリア　Dandie Dinmont Terrier
- チェシャ・テリア　Cheshire Terrier
- チェスキー・テリア　Cesky Terrier
- チベタン・テリア Tibetan Terrier
- テディ・ルーズベルト・テリア　Teddy Roosevelt Terrier
- テンタフィールド・テリア　Tenterfield Terrier
- トイ・マンチェスター・テリア　Toy Manchester Terrier
- トランピントン・テリア Trumpington Terrier

### な行
- 日本テリア Japanese Terrier
- ノーフォーク・テリア Norfolk Terrier
- ノーリッチ・テリア Norwich Terrier

### は行
- パーソン・ジャック・ラッセル・テリア → パーソン・ラッセル・テリア
- パーソン・ラッセル・テリア Parson Russell Terrier
- パタデール・テリア Patterdale Terrier
- フォックス・テリア Fox Terrier
- ブラジリアン・テリア Brazilian Terrier
- ブラック・アンド・タン・テリア Black and Tan Terrier
- ブラック・ロシアン・テリア Black Russian Terrier
- プラマー・テリア Plummer Terrier
- ブル・アンド・テリア Bull and Terrier
- ブル・テリア Bull Terrier
- ベドリントン・テリア Bedlington Terrier
- ボーダー・テリア Border Terrier
- ボストン・テリア Boston Terrier
- ホワイト・イングリッシュ・テリア White English Terrier

### ま行
- マンチェスター・テリア Manchester Terrier
- ミニチュア・フォックス・テリア Miniature Fox Terrier
- ミニチュア・ブル・テリア Bull Terrier (Miniature)
- モスコー・ロングヘアード・トイ・テリア Moscow Long-haired Toy Terrier

### や行
- ヤークトテリア → ジャーマン・ハンティング・テリア German Hunting Terrier
- ヨークシャー・テリア Yorkshire Terrier

### ら行
- ラット・テリア Rat Terrier
- ルーカス・テリア Lucas Terrier
- レークランド・テリア Lakeland Terrier

### わ行
- ワイヤー・フォックス・テリア Fox Terrier (Wire)